# Ziemia dobrzyńska

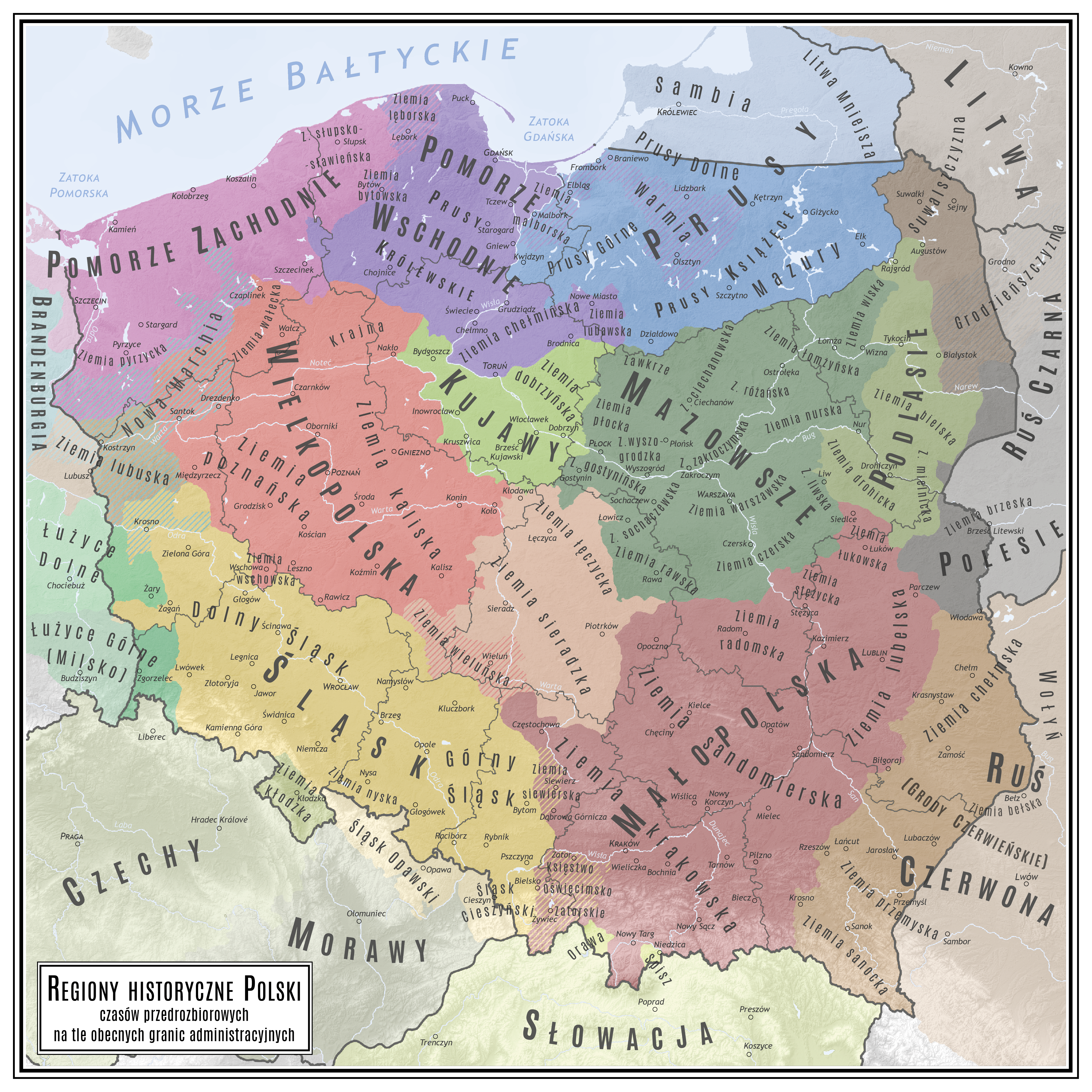
Ziemia dobrzyńska i inne krainy historyczne Polski na tle współczesnych granic administracyjnych

Ziemia dobrzyńska (łac. Terra Dobrinensis) – region historyczno-etnograficzny w środkowej Polsce. Niegdyś jednostka terytorialna I Rzeczypospolitej.

## Położenie
Ziemia dobrzyńska położona jest na północ od Wisły, pomiędzy jej dopływami – Drwęcą i Skrwą. Region sąsiaduje na północy z ziemią chełmińską, na wschodzie z Mazowszem, a na południu i zachodzie z Kujawami.
Według regionalizacji fizycznogeograficznej Polski ziemia dobrzyńska położona jest na obszarze dwóch makroregionów:
- Pojezierza Chełmińsko-Dobrzyńskiego (mezoregiony: Pojezierze Dobrzyńskie, Dolina Drwęcy, Garb Lubawski, Równina Urszulewska)
- Pradoliny Toruńsko-Eberswaldzkiej (Kotlina Toruńska, Nieszawski Przełom Wisły, Kotlina Płocka)

## Historia

### Wczesne średniowiecze
Tereny ziemi dobrzyńskiej jeszcze przed 990 rokiem weszły w skład Polski wczesnopiastowskiej. We wczesnym średniowieczu należała do Mazowsza.

### Średniowiecze
Konrad I Mazowiecki w 1222 roku nadał Dobrzyń nad Wisłą i jego okolice zakonowi Rycerzy Chrystusowych (Braci Dobrzyńskich), a w 1228 roku nadał im w całości kasztelanię dobrzyńską. Natomiast w 1226 roku zostali sprowadzeni Krzyżacy, którzy w dwa lata później otrzymali ziemię chełmińską. Gdy Bracia Dobrzyńscy połączyli się z Krzyżakami, Konrad nalegał na zwrot kasztelanii dobrzyńskiej. W 1235 odzyskał ją, ale musiał się zrzec sąsiedniej ziemi chełmińskiej na rzecz Krzyżaków. Ziemią dobrzyńską władali potem potomkowie Konrada. W 1248 roku, kiedy bezpotomnie zmarł Bolesław mazowiecki, Kazimierz I kujawski zajął ziemię dobrzyńską. W 1287 roku na ziemię dobrzyńską najechali Litwini, którzy pojmali 3 tys. ludzi. 

Dokument papieża Klemensa VI z 1342 roku w sprawie zwrotu Polsce ziemi kujawskiej i dobrzyńskiej przez zakon krzyżacki

W 1329 roku Krzyżacy najechali na Polskę i zajęli ziemię dobrzyńską; później zdobyli także Kujawy (1332). W 1339 roku sąd papieski nakazał Zakonowi zwrot ziemi dobrzyńskiej Polsce. Ziemia dobrzyńska pozostawała aż do pokoju kaliskiego w rękach Krzyżaków. W 1343 roku król Kazimierz III Wielki zawarł z Zakonem krzyżackim pokój w Kaliszu, na skutek którego ziemia dobrzyńska wróciła do Polski.

Terenem tym zarządzał z Bobrownik piastowski książę Władysław Garbaty, który zmarł w 1351 lub 1352 r. Wtedy ziemia dobrzyńska trafiła pod bezpośrednie władanie Króla Polskiego, którym był wtedy Kazimierz Wielki. 

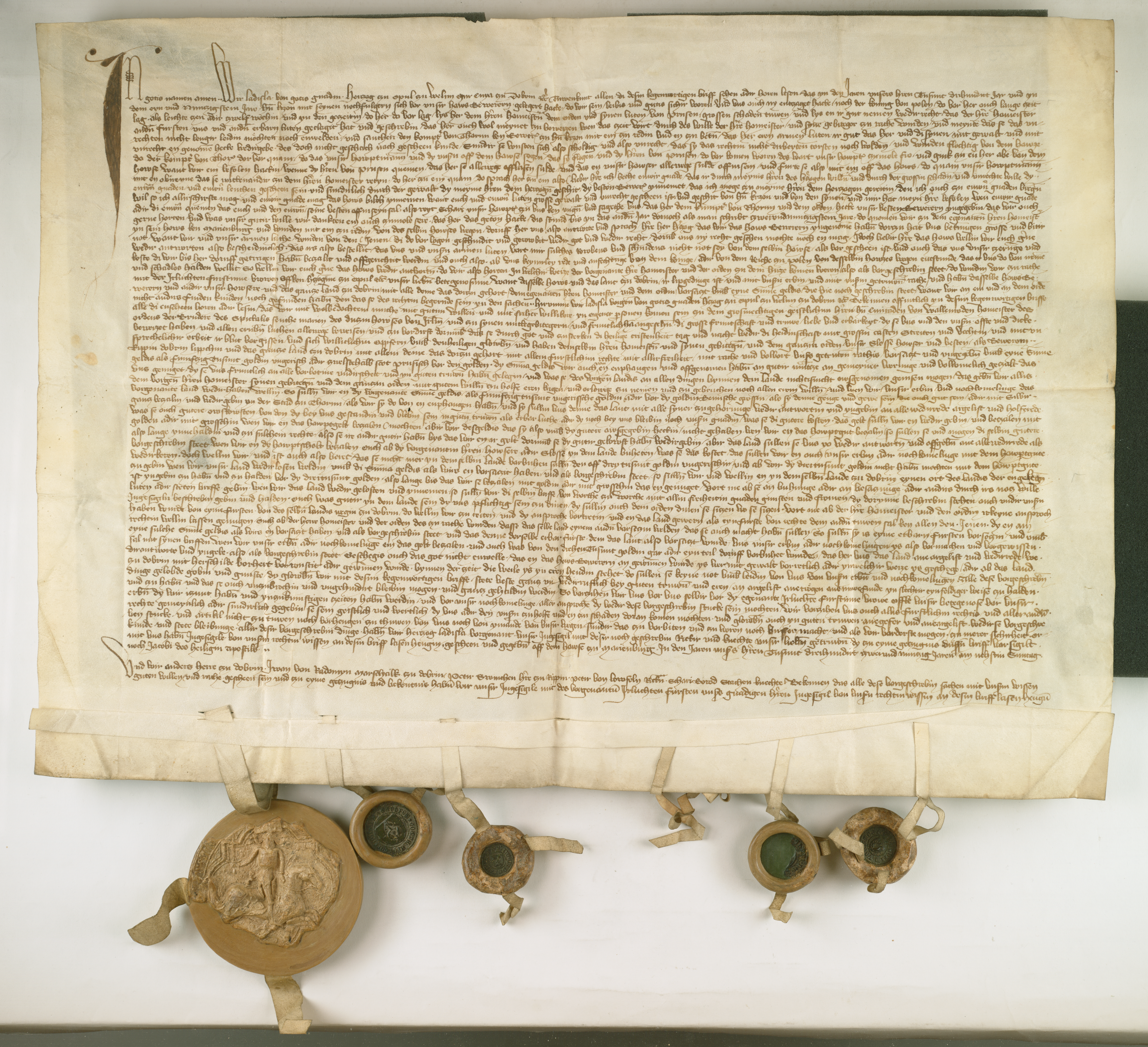
Władysław Opolczyk zastawia ziemię dobrzyńską zakonowi krzyżackiemu (1392 r., Archiwum Główne Akt Dawnych)

W 1379 roku ziemię dobrzyńską otrzymał od króla Ludwika Węgierskiego w lenno książę Władysław Opolczyk. W maju 1391 roku Władysław Opolczyk zastawił zamek w Złotorii i pięć pobliskich wsi Zakonowi Krzyżackiemu. Spotkało się to z reakcją króla Władysława Jagiełły, który wysłał wojska pod dowództwem rycerza Krystyna z Ostrowa, aby zajęły ziemię dobrzyńską. Wojska polskie zajęły całą ziemię dobrzyńską, jednak część rycerstwa Opolczyka pod dowództwem Iwana z Rudomina stawiło opór królewskim wojskom, zamykając się w zamku w Bobrownikach. Wojska królewskie oblegały zamek jednak musiały wkrótce odstąpić, ponieważ na odsiecz Opolczykowi przybyło wojsko krzyżackie. W maju 1392 roku Władysław Opolczyk zastawił całą ziemię dobrzyńską krzyżakom za 50 tysięcy florenów węgierskich. W 1404 podpisano pokój w Raciążku, dzięki któremu ziemia dobrzyńska została w 1405 roku wykupiona przez Polskę za 50 tys. florenów węgierskich.
16 sierpnia 1409 po wypowiedzeniu wojny Polsce wojska krzyżackie rozpoczęły działania wojenne, w trakcie których opanowały Dobrzyń, Rypin, Lipno, Bobrowniki, a 2 września Krzyżacy po 8 dniowym oblężeniu zdobyli zamek w Złotorii wycinając przy tym polską załogę przy dźwiękach muzyki. Wójtem krzyżackim został Boemund Brendel. 28 października 1409 Ulryk von Jungingen nadał w Bobrownikach dla Ziemi dobrzyńskiej przywilej prawa chełmińskiego. Po bitwie pod Grunwaldem ziemia dobrzyńska wróciła latem 1410 roku pod kontrolę Polski, co potwierdził w 1411 roku I pokój toruński.
W 1413 najazd wojsk krzyżackich dotknął również ziemię dobrzyńską, przy czym był na tyle poważny, że tamtejszy starosta Zbigniew z Brzezia musiał w celu jego odparcia zaciągnąć zaciężnych.

### I Rzeczpospolita
W czasach I Rzeczypospolitej ziemia dobrzyńska stała się częścią województwa inowrocławskiego i dzieliła się na 3 powiaty:
- Powiat dobrzyński
- Powiat rypiński
- Powiat lipnowski

W Lipnie odbywały się sejmiki, podczas których wybierano dwóch posłów na sejm, deputata na trybunał i do komisji radomskiej. Kasztelanowie dobrzyński, rypiński i słoński byli senatorami mniejszymi. Starostwo bobrownickie było starostwem grodowym, a dobrzyńskie, lipnowskie, rypińskie były starostwami niegrodowymi.

### Od XVIII wieku do 1918 roku
Po II rozbiorze Polski w 1793 r. region został przejściowo zajęty przez Królestwo Prus, aż do 1806 roku, kiedy w okresie napoleońskim (w 1807) został przyłączony do Księstwa Warszawskiego. Jednak już w 1815 roku, po przegranej Napoleona Bonaparte i wskutek postanowień kongresu wiedeńskiego, ziemia dobrzyńska ostatecznie znalazła się w zaborze rosyjskim. Ponieważ region ten był granicznym terytorium Imperium Rosyjskiego, jego rozwój był ograniczony w czasach zaborów.
W okresie powstania listopadowego (1830/31) i styczniowego (1863/64) miały tu miejsce walki polskich powstańców z zaborczymi wojskami rosyjskimi. Wskutek represji popowstańczych nasiliła się rusyfikacja ziemi dobrzyńskiej.

### Od 1918 do 1939 roku
Silny rozwój ziemi dobrzyńskiej przypada ponownie dopiero na okres międzywojenny, kiedy po odzyskaniu niepodległości przez Polskę tereny dawnego zaboru pruskiego i rosyjskiego znalazły się w granicach odrodzonego państwa.
W latach 1918–1938, po odzyskaniu niepodległości przez państwo polskie, ziemia dobrzyńska była częścią województwa warszawskiego, a większość jej terenów przyłączono w 1938 r. do województwa pomorskiego ze stolicą w Toruniu. Aż do 1938 roku granica województw warszawskiego i pomorskiego stanowiła historyczną granicę między ziemią dobrzyńską, a ziemią chełmińską. Zarazem przed 1914 r. była to historyczna granica zaboru rosyjskiego i pruskiego.

### Od 1939 do 1945
We wrześniu 1939 roku ziemia dobrzyńska znalazła się pod okupacją niemiecką i została bezpośrednio włączona w granice III Rzeszy. Ludność polska doświadczyła w tym czasie masowych prześladowań i egzekucji, pierw zwłaszcza inteligencja. Niemcy zaczęli wysiedlać Polaków głównie do Generalnego Gubernatorstwa, a także wysyłać na przymusowe roboty do Rzeszy, zdarzały się także przypadki wcielania do wojsk okupanta, Wehrmachtu. Niektórych, zwłaszcza przyłapanych najbardziej antyniemieckich ludzi, osiedlano w obozie koncentracyjnym Auschwitz-Birkenau. Na ich miejsce osiedlali kolonistów niemieckich. Opór Armii Krajowej, podziemia, partyzantki i miejscowych polskich cywilów ziemi dobrzyńskiej przeciwko niemieckim okupantom trwał do końca wojny.

### Po 1945
W styczniu 1945 ziemia dobrzyńska została zdobyta przez radziecką Armię Czerwoną przy pomocy Ludowego Wojska Polskiego, co zakończyło okupację niemiecką. Większość wysiedlonych Polaków wróciło do swoich domów. Polskie podziemie antykomunistyczne działało w regionie do 1947 roku.
Po reformie z 1975 roku tereny ziemi dobrzyńskiej zostało włączone w granice trzech województw: włocławskiego, toruńskiego i płockiego. Natomiast w 1999 r. zdecydowaną większość terenów ziemi dobrzyńskiej przyłączono do województwo kujawsko-pomorskiego, jedynie jej wschodnie skrawki znalazły się w województwie mazowieckim.

## Miasta
| Lp. | Miasto            | Populacja | Powierzchnia |
| --- | ----------------- | --------- | ------------ |
| 1.  | Rypin             | 15 514    | 10,96 km²    |
| 2.  | Lipno             | 13 479    | 10,99 km²    |
| 3.  | Golub-Dobrzyń     | 11 443    | 7,50 km²     |
| 4.  | Skępe             | 3455      | 7,48 km²     |
| 5.  | Kikół             | 1994      | 4,00 km²     |
| 6.  | Dobrzyń nad Wisłą | 1984      | 5,45 km²     |
| 7.  | Górzno            | 1399      | 3,48 km²     |
| 8.  | Bobrowniki        | 1104      | 5,88 km²     |

### Miasta zdegradowane
Do miast ziemi dobrzyńskiej (które jednak z różnych przyczyn utraciły status miasta) należą również:
| Lp. | Dawne miasto | Populacja | Prawa miejskie | Degradacja    |
| --- | ------------ | --------- | -------------- | ------------- |
| 1.  | Radziki Duże | 663       | 1784 r.        | przed 1825 r. |
| 2.  | Księte       | 313       | przed 1356 r.  | przed 1400 r. |

## Kultura
Obecnie na obszarze tej ziemi działają m.in. Stowarzyszenie Gmin Ziemi Dobrzyńskiej w Dobrzyniu nad Wisłą i Dobrzyńskie Towarzystwo Naukowe w Rypinie. W dorobku historiograficznym tej ziemi znajdują się m.in. serie wydawnicze: „Zeszyty Historyczne Dobrzyńskiego Oddziału WTN w Rypinie” oraz wydawany przez Dobrzyńskie Towarzystwo Naukowe „Rocznik Dobrzyński” (obie serie redagowane w latach 1989–2021 przez prof. Mirosława Krajewskiego).

## Wybitne osoby związane z ziemią dobrzyńską
- Lech Wałęsa – polityk, związkowiec, pierwszy przewodniczący NSZZ „Solidarność”, laureat Pokojowej Nagrody Nobla w 1983 roku, Prezydent Rzeczypospolitej Polskiej w latach 1990–1995, urodzony we wsi Popowo.
- Apolonia Chałupiec – sławna polska aktorka okresu międzywojennego, urodzona 22 grudnia 1896 roku lub 3 stycznia 1897 roku w Lipnie, znana pod pseudonimem Pola Negri[12]

- Fryderyk Chopin – polski kompozytor. W czasie swoich wakacji, przypadających na lata 1824–1825, przebywał w Szafarni, należącej wówczas do Juliusza Dziewanowskiego[19]

- Gustaw Foss – polski dialektolog, który przed II wojną światową prowadził badania nad gwarą ziemi dobrzyńskiej

- Jerzy Pietrkiewicz – polski poeta i pisarz emigracyjny, urodzony w Fabiankach[20]